# ریکاردو سرانو
ریکاردو سرانو (اسپانیایی: Ricardo Serrano‎؛ زادهٔ ۴ اوت ۱۹۷۸) دوچرخه‌سوار اهل اسپانیا است.
وی عضو تیم‌هایی همچون سونیر دوال-پرودیر بوده است.